# Aktuator piezoelektryczny

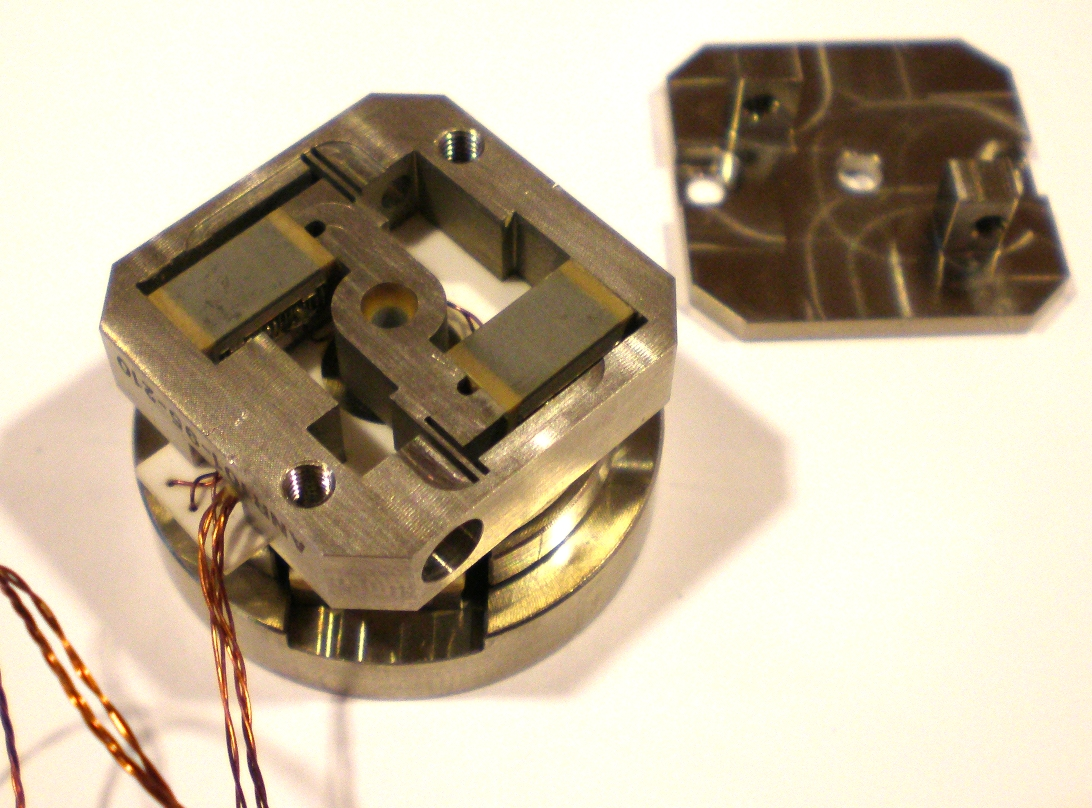
Wnętrze aktuatora piezoelektrycznego

Aktuator piezoelektryczny (ang. Piezo motor) – element wykonawczy wykorzystujący wiele elementów piezoelektrycznych do poruszania się. Wykorzystuje on zmianę kształtu piezoelektryka pod wpływem pola elektrycznego. Działa on na podobnej zasadzie co silnik krokowy, jednak zamiast uzwojeń wykorzystywane są drgania materiału piezoelektrycznego.

## Historia
Od czasów odkrycia zjawiska piezoelektrycznego eksperymentowano z wykorzystaniem go do generowania ruchu obrotowego. Jeden z pierwszych tego typu silników został opracowany przez Alexandra Meissera w 1927 roku (złożenie patentu). Silnik jego konstrukcji składał się z podstawy z piezoelektryka, do której były przymocowane dwa asymetryczne ramiona oraz wał. Drgania piezoelektryka powodowały ruch obrotowy wału. Kolejny silnik wykorzystujący zjawisko piezoelektryczne został opatentowany w 1942 roku przez Alfreda L W Williamsa oraz Waltera J Browna. Silnik ten działał na zasadzie wytworzenia ruchu spiralnego generowanego przez piezoelektryki i zamianie go poprzez koło zębate w ruch obrotowy.
Kolejne dokonania w zakresie silników piezoelektrycznych zostały dokonane w latach 60. W 1964 został zaprezentowany silnik opracowany w ZSRR przez Ławrinienkę. Jego wynalazek składał się z płaskiego materiału piezoelektrycznego, o który opierał się rotor. Silnik te poruszał się w jednym kierunku. W tym samym roku została także zaprezentowana w USA konstrukcja Stephena W. Tehona. Konstrukcja ta składała się z cylindrycznego piezoelektryka i przymocowanego do niego za pomocą łącznika wału. Na podstawie wcześniejszych konstrukcji zostało zaproponowanych kilka kolejnych przez Władimira Wiśniewskiego.
Dalsze badania pozwoliły na opracowanie fundamentów pod współczesne aktuatory piezoelektryczne, które w przeciwieństwie do poprzednich konstrukcji mogły poruszać się w obu kierunkach.

## Rodzaje aktuatorów piezoelektrycznych

### Ogólna zasada działania

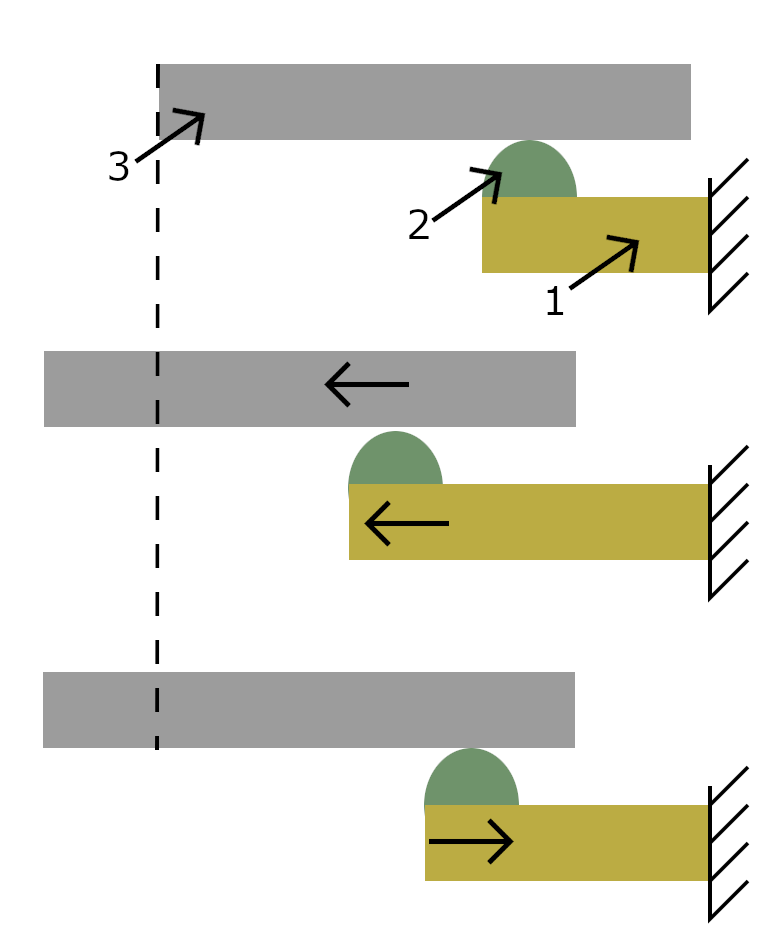
Fazy ruchu aktuatora typu „stick-Slip” 1 – piezoelektryk 2 – punkt styczny 3 – slider

Zasada działania aktuatora piezoelektrycznego opiera się na odwrotnym efekcie piezoelektrycznym. Piezoelektryk jest zasilany zmiennym polem elektrycznym o bardzo wysokiej częstotliwości. Pod wpływem pola  w zależności od jego polaryzacji staje się on cieńszy lub grubszy, krótszy lub dłuższy lub szerszy bądź węższy. Wykonywane ruchy są o amplitudzie rzędu μm i ich wielkość jest zależna od stałej piezoelektrycznej danego aktuatora w danym kierunku. Zasada działania jest podobna do działania silnika krokowego. Pod wpływem sygnału silnik wykonuje ruch o określoną odległość a dzięki bardzo wysokiej częstotliwości tych sygnałów ruch wydaje się płynny i szybki. W celu zwiększenia oscylacji stosuje się wiele warstw piezoelektryka oraz rezonujące materiały ceramiczne. Istnieją trzy podstawowe typy silników piezoelektrycznych.
Podstawowy wzór na zmianę kształtu piezoelektryka.
{\displaystyle \vartriangle l=ld{\frac {U}{b}}}
Δl - zmiana długości (szerokości, grubości) piezoelektryka [m]
l - długość(szerokość, grubość) bazowa piezoelektryka [m]
d - stała piezoelektryczna dla zamiany kształtu elementu w danym kierunku [m/V]
U - przyłożone do piezoelektryka napięcie [V]

### Aktuator typu „slip-stick”
Jest to obecnie najprostszy stosowany tego typu aktuator. Składa się on ze stosu piezoelektryków, do których jest przymocowany element styczny, oraz elementu ruchomego tzw. slidera. Ruch tego aktuatora składa się z dwóch faz:
1. Faza „stick” – stos piezoelektryków powoli się rozszerza prostoliniowo z powodu powoli narastającego napięcia sterującego. Dzięki frykcji razem z ruchem punktu stykowego na końcu piezoelektryka przemieszcza się slider.
2. Faza „slip” – napięcie zasilające szybko spada co powoduje gwałtowne skurczenie się stosu piezoelektryków. Dzięki Inercji slidera nie rusza się on razem z cofającym się punktem stycznym.

Konstrukcje tego typu generują nieprzyjemny dla ludzi hałas podczas fazy „slip”. Wynika to z tego że punkt styczny dalej styka się ze sliderem podczas kurczenia się piezoelektryka. Innymi wadami jest generowanie wibracji, wycieranie się punktów kontaktowych co ogranicza ich żywotność oraz ciężkie jest ustalenie finalnej pozycji z precyzją do μm z powodu błędu przesunięcia.

### Aktuator inercyjny

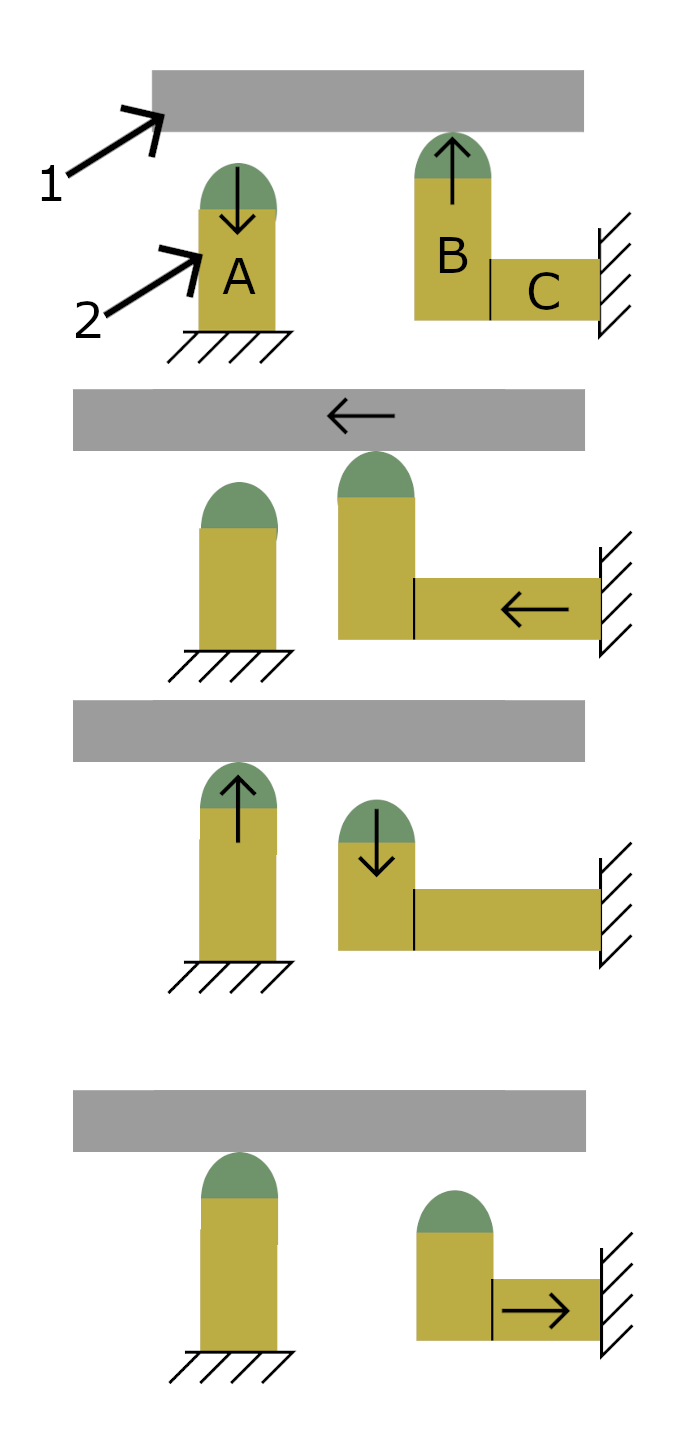
Schemat działania aktuatora krokowego 1 – piezoelektryk 2 – slider

Aktuator inercyjny jest rozwinięciem aktuatora typu „slip-stick”. Również składa się ze stosu piezoelektryków oraz slidera. Jednak punkt styczny został w nim rozwinięty do ramienia stycznego a piezoelektryk nie porusza się po linii prostej tylko odgina się od płaszczyzny slidera.
1. Faza „stick” – stos piezoelektryków rozszerza się powoli dzięki powolnemu narastaniu napięcia. Ramię styczne ma kontakt ze sliderem i dzięki frykcji poruszają się one razem.
2. Faza kurczenia się piezoelektryka. Tak samo jak w przypadku aktuatora „slip-stick” następuje ona szybko z powodu szybko spadającego napięcia. Ramię w tej fazie pracy nie ma kontaktu ze sliderem i wraca na swoją poprzednią pozycję.

Zastosowanie takiego rozwiązania pozwoliło wyeliminować problem aktuatorów „slip-stick” jakim był nieprzyjemny hałas oraz przez brak wycierania się punktu stycznego w fazie kurczenia się piezoelektryka.

### Aktuator piezoelektryczny krokowy
Typowy aktuator tego typu składa się z co najmniej trzech piezoelektryków. Minimum dwa z nich (A i B) mają punkty kontaktowe ze sliderem. Trzeci z nich (C) służy do generowania ruchu slidera i jest połączony z piezoelektrykiem B. Ruch tego aktuatora składa się z czterech faz:
1. Piezoelektryk A kurczy się przez co nie ma kontaktu ze sliderem. Piezoelektryk B rozszerza się i jego punkt styczny ma kontakt ze sliderem. Piezoelektryk C nie jest zasilany w tej fazie.
2. Gdy piezoelektryk B styka się ze sliderem rozpoczyna się rozszerzanie piezoelektryka C. Dzięki frykcji pomiędzy sliderem a punktem stycznym piezoelektryka B przemieszczają się one razem.
3. Piezoelektryk A rozszerza się i blokuje slider przed dalszym poruszaniem się. Piezoelektryk B kurczy się przez co nie ma już kontaktu ze sliderem.
4. A. W tej fazie kurczy się piezoelektryk C a dzięki temu cofa się także piezoelektryk B. Slider jest zblokowany przez piezoelektryk A.

Tego typu aktuatory z racji na złożone fazy ruchu są wolniejsze od aktuatorów typu „slip-stick” czy inercyjnych.

### Aktuator kroczący piezoelektryczny
(ang. Walking piezo motor)
Aktuator ten jest odmianą aktuatora piezoelektrycznego krokowego. Składa się on z co najmniej dwóch par dwóch połączonych piezoelektryków. Pary te mają dwa stopnie swobody: pionową oraz poziomą. Istnieją dwa główne sposoby realizacji tego aktuatora.
Pierwsza jest osiągnięta dzięki połączeniu dwóch piezoelektryków pierwszy z pary jest przymocowany do konstrukcji nośnej z jednej strony, a z drugiej do drugiego piezoelektryka. Ten piezoelektryk porusza się w pionie. Drugi piezoelektryk ma kontakt ze sliderem i ma możliwość przemieszczania go w poziomie.
Jego ruch składa się z także czterech faz:
1. Pionowy piezoelektryk w pierwszej parze rozszerza się gdy jego odpowiednik z drugiej pary kurczy się.
2. Poziomy piezoelektryk z pierwszej pary mając kontakt ze sliderem porusza się jego odpowiednik wykonuje identyczny ruch bez dotykania slidera w przeciwnym kierunku.
3. Pionowy piezoelektryk w drugiej parze rozszerza się gdy jego odpowiednik z pierwszej pary kurczy się.
4. Poziomy piezoelektryk z drugiej pary porusza się mając kontakt ze sliderem jego odpowiednik wykonuje identyczny ruch bez dotykania slidera w przeciwnym kierunku.

Zaletą tego typu aktuatorów jest znacznie większa siła jaką są w stanie przyłożyć od aktuatorów krokowych.

Schemat działania aktuatora piezoelektrycznego typu „bimorph” wykorzystany w aktuatorze kroczącym: 1 – element konstrukcyjny 2 – piezoelektryk
3 – łączenie dwóch piezoelektryków
4- punkt styczny
5 – slider

### Aktuator „bimorph”

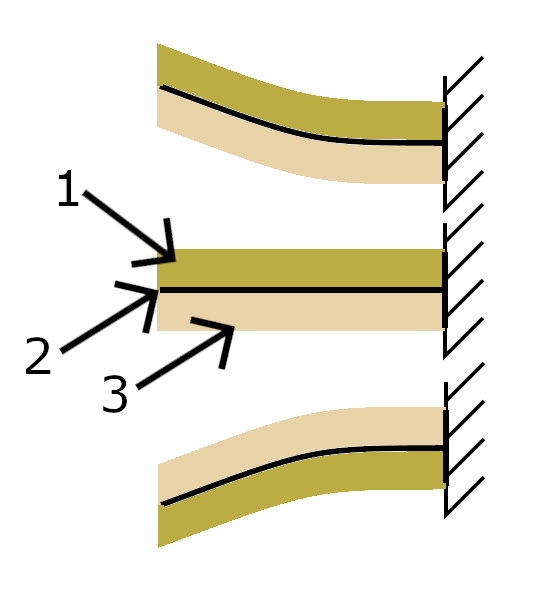
Schemat działania aktuatora „Bimorph” 1 -aktywny piezoelektryk 2 – połączenie dwóch piezoelektryków 3 – niezasilany piezoelektryk

(ang. bending piezo motor, bimorph piezo motor)
Aktuator ten jest wykonany z dwóch połączonych równolegle piezoelektryków. Dzięki temu piezoelektryki mogą w kontrolowany sposób się wyginać, a nie rozszerzać prostoliniowo. Są trzy fazy ruchu tego aktuatora:
1. Pierwszy piezoelektryk rozszerza się, drugi nie zasilony powoduje odgięci się całej konstrukcji.
2. Pierwszy piezoelektryk powoli się kurczy. Kiedy oba piezoelektryki są podobnej długości zaczyna rozszerzać się drugi piezoelektryk a pierwszy przestaje być zasilany.
3. Po rozszerzeniu się do maksymalnego punktu drugiego piezoelektryka zaczyna się on kurczyć by wrócić do swojego stanu początkowego.

Tego typu aktuatory są wykorzystywane też jako fragmenty kroczących aktuatorów piezoeletrycznych.

### Aktuator piezoelektryczny ultrasoniczny

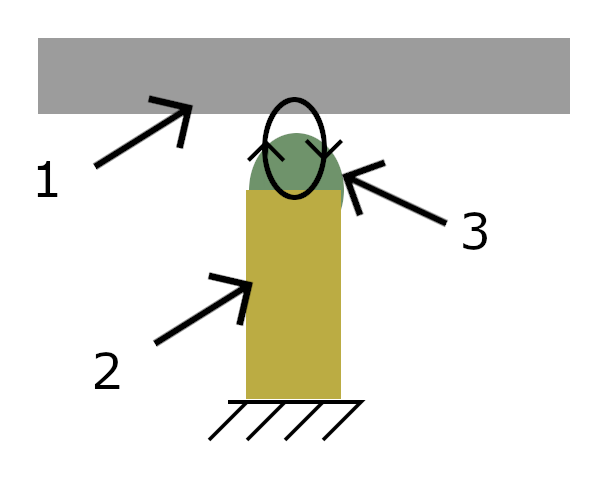
Schemat działania aktuatora ultrasonicznego wykorzystującego falę stojącą 1 – slider 2 – piezo 3 – punkt styczny

W tym typie aktuatorów piezoelektrycznych ruch jest wykonywany przez eliptyczne oscylacje punktu kontaktowego generowane przez piezoelektryk. Są dwa rodzaje aktuatora ultrasonicznego:

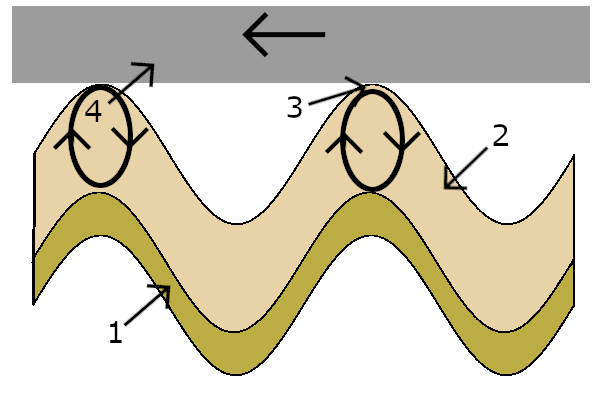
Schemat działania aktuatora ultrasonicznego z falą biegnącą 1 – piezoelektryk 2 – ceramika 3 – punkt styczny 4 – slider/rotor

1. Z falą biegnącą – piezoelektryk faluje co powoduje, że punkty kontaktowe piezoelektryka poruszają się wraz ze sliderem. Drgania są wzmacniane przez specjalnie dobrany materiał ceramiczny. Pieozelektryk jest umieszczony pod dłuższym fragmentem slidera by zwiększyć ilość punktów kontaktowych. Najczęściej tego typu Aktuatory są stosowane do generowania ruchu obrotowego, gdzie piezoelektryk znajduje się pod całym sliderem, który pełni rolę wirnika.
2. Z falą stojącą – punty stykowe nie zmieniają swojego położenia. Piezoelektryk wykonuje eliptyczne ruchy i przesuwa w ten sposób slider. W przypadku tego aktuatora do jego działania wystarczy jeden punkt stykowy ze sliderm. Piezoelektryk wygina się na podobnej zasadzie jak w przypadku aktuatora „wyginającego się”

Tego typu aktuatory oscylują z bardzo dużymi częstotliwościami (stąd nazwa ultrasoniczne) i przez to nie wydzielają słyszalnego dla ludzi hałasu. Pozwalają też poruszać się z precyzją rzędu nm i w przeciwieństwie do konstrukcji typu „slip-stick” nie posiadają błędu przesunięcia.

Aktuator piezoelektryczny typu „inchworm”

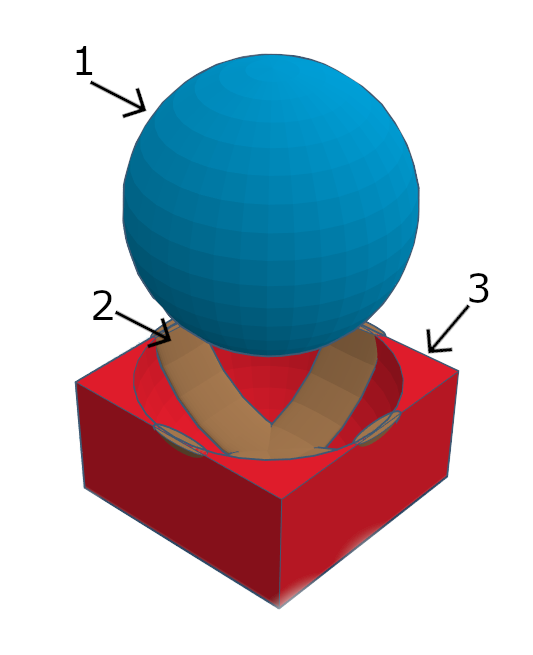
Uproszczony schemat aktuatora piezoelektrycznego o 3 stopniach swobody 1-Rotor/Slider 2-Piezoelektryki 3-Stojan

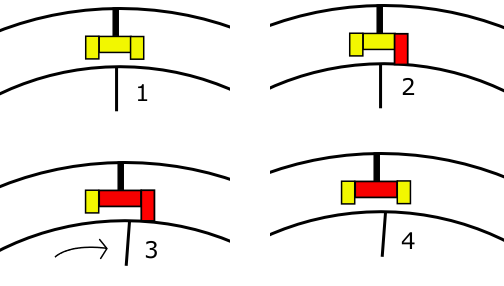
Zasad działania aktuatora piezoelektrycznego o ruchu obrotowym

| Aktuator             | Ultrasoniczny                  | „Stick-Slip”/Inercyjny | Krokowy                        |
| -------------------- | ------------------------------ | ---------------------- | ------------------------------ |
| Prędkość             | > 100mm/s                      | <20mm/s                | <10mm/s                        |
| Siła                 | ~1N                            | ~3N                    | ~10N                           |
| Rozdzielczość        | ~1nm (brak błędu przesunięcia) | ~100nm                 | <1nm (brak błędu przesunięcia) |
| Żywotność            | 10-100km                       | 1km                    | <1km                           |
| częstotliwość hałasu | >20kHz (niesłyszalny)          | <20kHz                 | <2kHz                          |
| Ruch                 | Płynny                         | Szarpany               | Pulsujący                      |
| Pobór mocy           | Niski                          | Średni                 | Średni                         |

### Inne konstrukcje
Powyższa lista nie wyczerpuje wszystkich konstrukcji aktutaorów piezoelektrycznych. Aktuatory tego typu z racji na swoją małą wielkość mogą być kombinowane do tworzenia bardziej złożonych aktuatorów o większej ilości stopni swobody.

## Zastosowanie
Aktuatory piezoelektryczne są powszechnie stosowane do różnych zastosowań gdzie wymagana jest:
1. Precyzja rzędu μm lub nm
2. Brak dużego pola magnetycznego generowanego przez urządzenie
3. Małe wymiary
4. Brak wymogu dużego przesunięcia
5. Brak wymogu zastosowania dużej siły

Aktuatory tego typu stosuje się w obiektywach aparatów i kamer, urządzeniach medycznych itp.